# Менон, Дамодара
К. А. Дамодара Менон (малаял. കെ.എ. ദാമോദര മേനോൻ; 10 июня 1906 — 1 ноября 1980) — индийский политик, журналист и писатель, участник борьбы за независимость Индии, соратник Махатмы Ганди.
Родился в небогатой семье, его отец Т. Р. Ачутхан Пиллаи умер вскоре после его рождения. Начальное и среднее образование получил в Паравуре, но завершил в Тривандруме, где работал его брат. В 1922 году получил аттестат зрелости, в 1926 году — степень бакалавра. После этого он отправился в Бирму (находившуюся тогда, как и Индия, под британским контролем и входившую в состав Британской Индии), где начал работать учителем в средней школе. Затем получил диплом учителя в Рангунском университете и отправился на юг Бирмы, где преподавал в высшей школе, после чего до 1930 года работал в крупных городах в центре и на юге Индии, в том числе в Калькутте, Бихаре, Суре, Бомбее. В это же время увлёкся идеей независимости Индии и начал участвовать в протестном движении.
В 1930 году был впервые арестован британскими властями, находился в заключении в Коимбатуре. В 1932 году был вновь арестован на шесть месяцев и содержался в Алипуре. После освобождения в 1933 году решил заняться журналистикой и одновременно получить юридическое образование. Реализовал оба намерения, в 1935 году окончив колледж в Тируванантапураме со степенью бакалавра права (LLB) и в 1936 году став редактором в газете «സമദർശി» («Самадарши»). Год спустя стал редактором газеты «മാതൃഭൂമി» («Матхрубхуми»), после чего работал в ней на протяжении 14 лет (с перерывом в 1942—1945 годах), однако в 1948 году перестал быть главным редактором. В 1940 году написал острую политическую статью относительно так называемого инцидента в Кирби (когда во время подавления очередного антибританского протеста погиб полицейский). К 1942 году он был уже секретарём керальского комитета Конгресса, проживая в Траванкоре и будучи даже депутатом городского парламента, и за свою политическую и журналистскую деятельность, носившую выраженный антибританский характер, был в августе вновь арестован. В заключении находился до июня 1945 года.
С 1945 по 1957 год вновь был секретарём керальского комитета Конгресса, при этом с 1955 года первым секретарём, а в 1957 году был избран президентом комитета Конгресса в Керала-Прадеш (KPCC); в 1949 году был выбран во временный парламент Индии, в 1950 году — в провинциальный парламент, в 1952—1955 годах был депутатом Лок сабхи. С 1960 по 1964 год занимал в двух правительствах страны должность министра промышленности. В отставку с госслужбы вышел только в июне 1978 года, при этом в 1979 году стал одним из основателей и первым президентом Керальской академии прессы. Написал несколько книг, в том числе автобиографию.